# Guerra del Libano (2006)
La guerra del Libano del 2006, chiamata anche seconda guerra israelo-libanese o definita in Israele seconda guerra del Libano (dopo quella del 1982), è stato un conflitto militare durato 34 giorni, avvenuto in Libano e nel nord di Israele in seguito a un'operazione militare su vasta scala attuata dall'esercito israeliano per reazione o rappresaglia alla cattura di due suoi soldati il 12 luglio 2006 da parte di militanti libanesi Hezbollah, dopo altre precedenti loro azioni ostili. Il conflitto è continuato fino al cessate il fuoco per intermediazione delle Nazioni Unite che ha avuto effetto il 14 agosto 2006, anche se formalmente le operazioni sono terminate l'8 settembre 2006, quando Israele ha rimosso il blocco tattico-strategico navale del Libano.
Il conflitto è iniziato quando militanti di Hezbollah hanno lanciato razzi Katyusha e colpi di mortaio verso alcune postazioni militari israeliane di confine, come diversivo per tentare di sviare l'attenzione su un'altra unità entrata in Israele per effettuare un attacco a due Humvee che stavano pattugliando il lato israeliano della rete di confine. Dei sette soldati israeliani presenti nei due mezzi colpiti, due sono stati feriti, tre uccisi e due prelevati e portati in Libano (solo il 16 luglio 2008 si è saputo che questi ultimi erano deceduti subito dopo l'evento). Altri cinque soldati sono stati poi uccisi durante un tentativo di salvataggio.
Israele ha risposto con bombardamenti aerei e cannoneggiamento con mezzi d'artiglieria in Libano, danneggiando l'Aeroporto Internazionale di Beirut Rafic Hariri che, secondo Israele, Hezbollah usava per l'importazione delle armi, con un blocco strategico aereo e navale e con un'invasione via terra del sud del Libano. Nel frattempo Hezbollah ha intensificato il lancio di razzi verso il Nord di Israele e ingaggiato intense operazioni di guerriglia con le Forze di Difesa Israeliane (IDF). Il conflitto ha causato la morte di migliaia di persone, la maggior parte delle quali civili libanesi, e le infrastrutture del Libano sono state gravemente danneggiate. Si stima che i profughi libanesi siano stati tra 800000 e 1000.000. In seguito al cessate il fuoco, alcune zone del Libano del Sud rimangono inabitabili a causa delle bombe inesplose.
L'11 agosto 2006 il Consiglio di sicurezza delle Nazioni Unite ha approvato all'unanimità la Risoluzione 1701 in uno sforzo per far cessare le ostilità. La risoluzione, approvata nei giorni seguenti sia dal governo israeliano che da quello libanese, ha richiesto il disarmo di Hezbollah e il ritiro delle truppe israeliane dal Libano, con lo spiegamento di soldati libanesi e di una Forza di Interposizione in Libano delle Nazioni Unite (UNIFIL) nel sud del Libano. L'esercito libanese si è stanziato nel sud del Libano il 17 agosto 2006. Il blocco navale israeliano è terminato l'8 settembre 2006. Il 1º ottobre 2006 il grosso delle forze israeliane ha abbandonato il Libano, anche se le ultime truppe hanno continuato ad occupare il villaggio di confine Ghayar fino al 3 dicembre 2006. Fin dall'entrata in vigore della risoluzione 1701, sia il governo libanese che l'UNIFIL hanno dichiarato che non disarmeranno Hezbollah.

## Contesto storico
L'Organizzazione per la Liberazione della Palestina (OLP) ha effettuato attacchi dal sud del Libano verso Israele attraverso i confini fin dal 1968, e l'area è diventata una base operativa significativa in seguito al conseguimento della leadership dell'OLP da parte della sua componente maggioritaria, il Fath, dopo l'espulsione dalla Giordania. Questa situazione ha dissestato l'equilibrio demografico, così come esso era stato sanzionato dal mai scritto Patto Nazionale libanese del 1943, che aveva suddiviso i vari poteri governativi tra i diversi gruppi religiosi del paese, portando in parte alla guerra civile libanese (1975-1990). In concomitanza, la Siria iniziò un'occupazione durata 29 anni grazie al suo ingresso militare in Libano sotto l'etichetta di "Forza Araba di Dissuasione" (FAD), in base a un mandato concessole dalla Lega Araba.
L'invasione israeliana del Libano del 1978 ha fallito nel fermare gli attacchi palestinesi, ma Israele invade il Libano ancora nel 1982 e con la forza espelle l'OLP. Israele si è ritirato in una zona di sicurezza cuscinetto nel sud del Libano, mantenuta con l'aiuto dei miliziani dell'Esercito del Libano del Sud (ELS). Nel 1985, una milizia libanese sciita (cui successivamente aderiranno, sia pur sporadicamente, anche cristiani e musulmani sunniti), si è chiamata Hezbollah (Partito di Dio), impegnandosi nella lotta armata alla fine dell'occupazione israeliana del territorio libanese.
Quando la guerra civile libanese è finita e le altre fazioni in guerra hanno accettato il disarmo, Hezbollah e l'ELS si sono rifiutati di riconoscerne la validità. I combattimenti con Hezbollah hanno indebolito la risolutezza di Israele ed hanno portato al collasso dell'ELS e ad un ritiro di Israele nel 2000 dal proprio lato del confine designato dalle Nazioni Unite. Citando il controllo israeliano della regione delle fattorie di Sheb'a e il precedente Conflitto nelle Fattorie di Sheb'a e l'incarcerazione di prigionieri libanesi in Israele, Hezbollah ha continuato gli attacchi di confine, ed ha usato con successo la tattica di catturare soldati di Israele come leva per uno scambio di prigionieri nel 2004, sebbene continui anche ad essere accusato di operare per la distruzione di Israele.

## Inizio del conflitto

### Attacco di Zar'it-Shtula
Intorno alle 9 del mattino ora locale (06:00 UTC) del 12 luglio 2006, Hezbollah ha lanciato un attacco diversivo con razzi verso posizioni militari israeliane vicino alla costa e nei pressi del villaggio di confine Zar'it, e anche verso la città israeliana di Shlomi ed altri villaggi. Nello stesso momento, un contingente di terra della stessa Hezbollah ha attraversato il confine entrando in territorio israeliano ed ha attaccato due Humvee corazzati che stavano pattugliando il lato israeliano del confine israelo-libanese, vicino a Zar'it, uccidendo tre soldati, ferendone due e catturandone altri due (Ehud Goldwasser e Eldad Regev). In seguito altri cinque soldati israeliani sono stati uccisi e un carro armato è stato distrutto dal lato libanese del confine durante un infruttuoso tentativo di salvare i due soldati catturati.
Hezbollah ha denominato l'attacco "Operazione Promessa fedele" ("Al Waad Al Sadeq" Truthful Promise ) dopo la promessa pubblica del leader Hassan Nasrallah, fatta l'anno precedente, di catturare soldati israeliani al fine di scambiarli con Samir Kuntar, già condannato per assassinio,, con Nasim Nisr, già condannato per spionaggio, con il presunto terrorista Yahya Skaf di cui Hezbollah proclama l'arresto in Israele (Israele ha negato l'accaduto) e Ali Faratan, che viene ritenuto prigioniero per ragioni sconosciute. Nasrallah ha dichiarato che Israele aveva precedentemente rotto un negoziato per il rilascio di questi prigionieri, e poiché la diplomazia aveva fallito, la violenza era l'unica opzione rimasta.

### Reazione di Israele
Il Primo Ministro israeliano Ehud Olmert ha definito la cattura dei soldati come un "atto di guerra" da parte del Libano, dichiarando che "elementi da nord e da sud cercano di minacciare la nostra stabilità. Costoro pagheranno un duro prezzo." ed ha promesso una "risposta molto dolorosa e a largo raggio". Israele ha accusato il governo libanese di essere responsabile del raid, poiché proveniente dal territorio libanese e Hezbollah aveva due ministri che hanno servito il governo libanese in quel periodo. In risposta, il Primo Ministro libanese Fouad Siniora ha negato di essere a conoscenza dei fatti ed ha condannato l'accaduto. Una riunione d'emergenza del governo libanese ha riaffermato questa posizione. Il presidente libanese filo-siriano Émile Lahoud ha promesso che appoggerà il leader di Hezbollah, Hassan Nasrallah.
Le Forze di Difesa Israeliane hanno attaccato bersagli entro il Libano con artiglieria e bombardamenti aerei ore prima che il governo israeliano si riunisse per discutere una reazione condivisa. Più tardi in quel giorno, il governo decide di autorizzare il Primo Ministro e il Ministro della difesa a portare avanti il piano proposto per l'azione militare in territorio libanese. La decisione ha inoltre enfatizzato la richiesta del Primo Ministro Olmert alla IDF di evitare il più possibile vittime civili. Il Capo di Stato Maggiore di Israele Dan Halutz ha dichiarato che "se i soldati non saranno riconsegnati, riporteremo il Libano indietro di 20 anni", mentre il comandante della regione Nord Udi Adam ha detto che "questo affare è tra Israele e lo Stato del Libano. Dove attaccare? Una volta entro il territorio libanese, ogni cosa è legittimata - non solo il sud del Libano, non solo la linea delle postazioni Hezbollah".
Il 12 luglio 2006, il governo israeliano ha promesso che Israele "risponderà aggressivamente e duramente contro coloro che hanno perpetrato, e che sono responsabili, dell'azione di oggi. Il comunicato del governo dichiara, in parte, che "il governo libanese è responsabile dell'azione che ha avuto origine nel suo territorio". Il 16 luglio, il governo israeliano ha emesso un comunicato in cui spiegava che anche se Israele è impegnato in operazioni militari entro il Libano, la sua guerra non è contro il governo libanese. L'operazione militare ha avuto come nome in codice "Giusta Retribuzione", successivamente modificato in "Cambio di direzione" (in inglese: Operation Change of Direction; in ebraico: 'שינוי כיוון').

## Operazioni militari

### Azione di Hezbollah

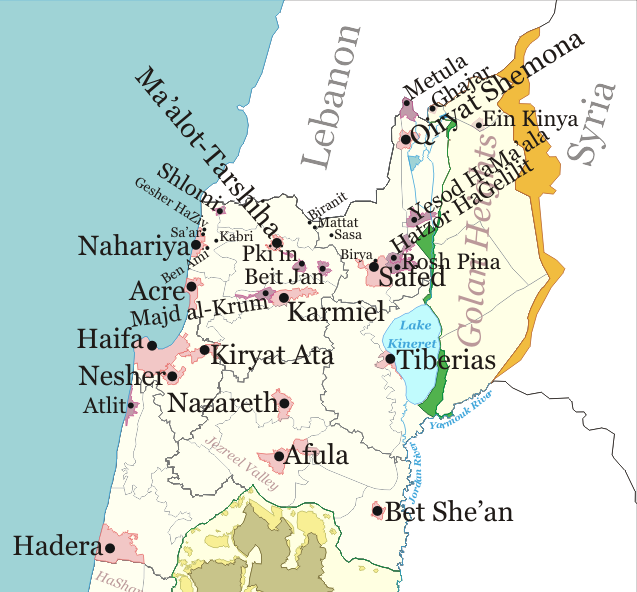
Mappa che mostra alcune delle località israeliane attaccate con lancio di razzi dal territorio libanese fino a lunedì 7 agosto 2006

Durante la campagna, Hezbollah ha sparato tra i 3970 e i 4228 razzi. Circa il 95% di questi erano razzi Katyusha da 122 mm, con una testata da 30 kg ed una gittata fino a 30 km Si stima che il 23% di questi razzi abbiano colpito aree con edifici, principalmente residenziali. Fra le città colpite, Haifa, Hadera, Nazaret, Tiberiade, Nahariya, Safed, Shaghur, Afula, Kiryat Shmona, Beit She'an, Karmiel e Maalot, dozzine di kibbutz, moshav, drusi e villaggi arabi, oltre che il nord della Cisgiordania.
Hezbollah ha anche ingaggiato una guerriglia con le IDF, attaccando da posizioni ben fortificate: questi attacchi perpetrati con piccole unità ben armate hanno causato seri problemi all'IDF, specialmente attraverso l'uso di sofisticati missili anticarro (ATGM) di fabbricazione russa.
52 carri armati Merkava sono stati danneggiati (principalmente da differenti tipi di ATGM), i razzi hanno penetrato 22 carri, ma solo 5 sono stati distrutti. Hezbollah ha causato un numero supplementare di vittime usando gli ATGM per far collassare gli edifici in cui le truppe israeliane si rifugiavano. Dopo la reazione iniziale di Israele, Hezbollah ha proclamato l'allerta generale. È stato stimato che Hezbollah era in possesso di 13000 razzi all'inizio del conflitto. Il giornale israeliano Haaretz ha descritto Hezbollah come fanteria addestrata, abile, ben organizzata e altamente motivata che è stata equipaggiata con il top delle armi moderne provenienti dagli arsenali di Siria, Iran, Russia e Cina.
La televisione satellitare libanese al-Manar ha riportato che per gli attacchi sono stati utilizzati razzi Fajr-3 e Ra'ad 1, missili a combustibile liquido sviluppati dall'Iran. Il leader di Hezbollah Hassan Nasrallah ha difeso gli attacchi, dicendo che Hezbollah ha "evitato di colpire i civili, ma potremmo esservi costretti, perché se Israele supera certi limiti, faremo lo stesso". Hezbollah si è scusata per aver versato sangue musulmano, e ha esortato gli arabi della città israeliana di Haifa ad andarsene.
Hezbollah ha continuato ad usare razzi non guidati per colpire il nord di Israele.

### Azione di Israele

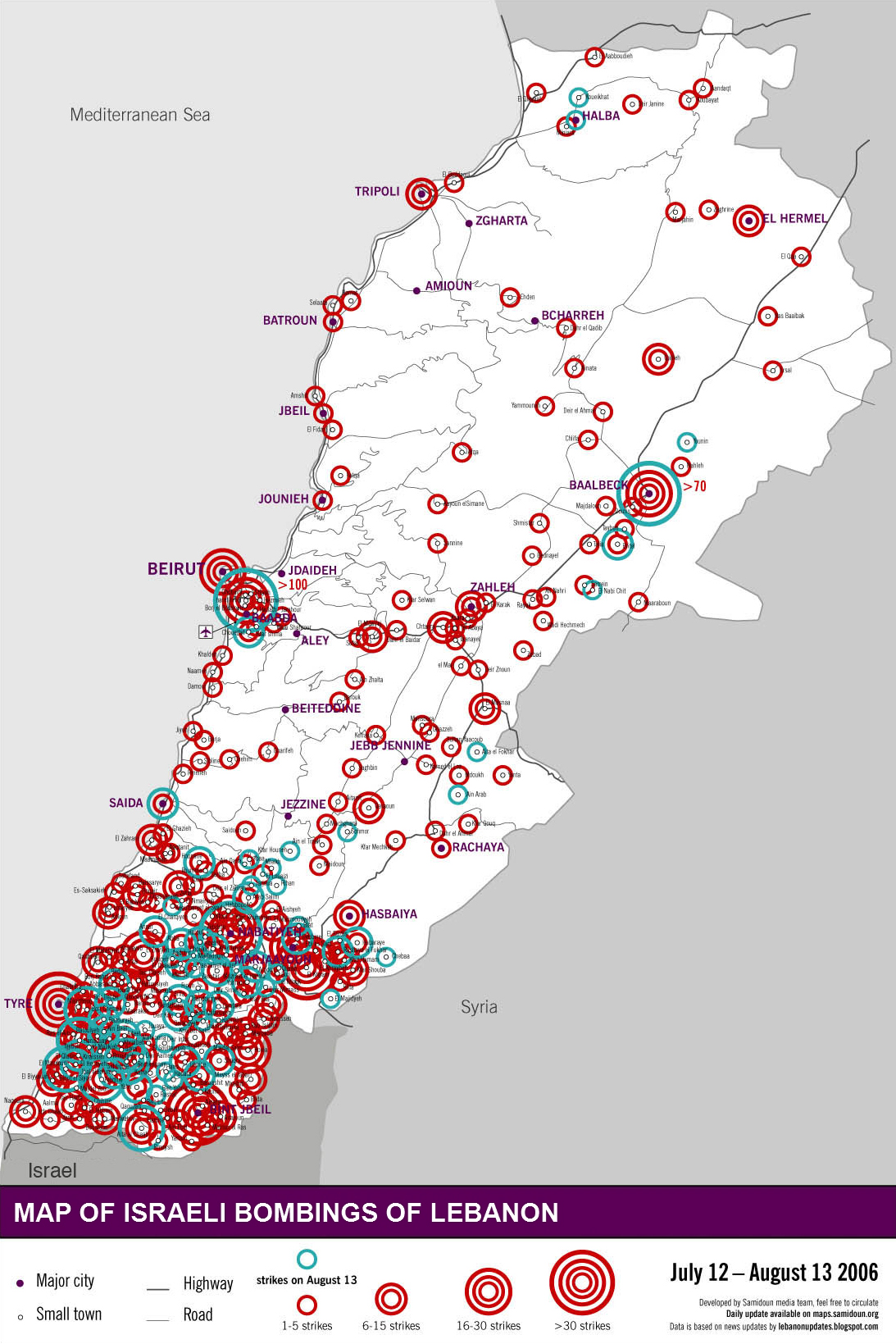
Aree del Libano bombardate da Israele fra il 12 luglio e il 13 agosto 2006

Durante la campagna, l'aeronautica israeliana ha effettuato più di 12000 missioni di combattimento, la marina israeliana ha lanciato 2500 missili, e l'esercito israeliano ha sparato oltre 100000 proiettili. Una larga parte delle infrastrutture civili libanesi sono state distrutte, compresi oltre 600 km di strade, 73 ponti e 31 altri obiettivi come l'Aeroporto Internazionale di Beirut, porti, impianti di depurazione delle acque, centrali elettriche, 25 stazioni di benzina, 900 strutture commerciali, più di 350 scuole e 2 ospedali, oltre che 15000 case. Più di 130000 case sono state danneggiate. Il settore rurale del Libano ha riportato danni per 280 milioni di dollari.
Il Ministro della difesa israeliano Amir Peretz ha ordinato ai comandanti di preparare un piano di difesa per i civili. Un milione di israeliani sono rimasti nei pressi o all'interno di rifugi antiatomici o in camere di sicurezza, mentre circa 250000 civili hanno evacuato il nord di Israele per riparare in altre aree del paese.

### Posizione del Libano
Mentre Israele ha inizialmente ritenuto responsabile il governo libanese per gli attacchi di Hezbollah a causa del fallimento nell'applicazione della Risoluzione 1559 del Consiglio di sicurezza delle Nazioni Unite del 2004 che imponeva il disarmo di Hezbollah, il Libano ha condannato i raid aerei, dichiarando che il governo del Libano non li avrebbe perdonati, e che anche Israele ha la sua storia di disattenzione verso le risoluzione delle Nazioni Unite. Il 31 luglio 2006, il presidente libanese Emile Lahoud ha dichiarato il suo pieno supporto ad Hezbollah. In un'intervista rilasciata alla Australian Broadcasting Corporation l'11 agosto, ha dichiarato che Hezbollah è "complementare all'esercito [libanese]".
Anche se Israele non ha mai dichiarato guerra al Libano, ed ha attaccato solo istituzioni del governo libanese sospettate di essere usate da Hezbollah, il governo libanese ha giocato un ruolo cruciale nello sviluppo del conflitto. Il 14 luglio 2006, l'ufficio del Primo Ministro ha rilasciato una dichiarazione che invitava il Presidente degli Stati Uniti George W. Bush a fare pressione su Israele per fermare i suoi attacchi in Libano e raggiungere un cessate il fuoco generale. In un comunicato televisivo del giorno dopo, Siniora ha richiesto "un immediato cessate il fuoco sostenuto dalle Nazioni Unite". Una bozza di risoluzione franco-americana che è stata influenzata dal Piano Siniora e che conteneva come condizioni il ritiro di Israele, azioni militari e mutuo rilascio di prigionieri è stata rigettata per inadeguatezza. Molti libanesi hanno accusato il governo degli Stati Uniti di far rimanere in stallo la risoluzione per un cessate il fuoco e di supportare Israele; in un sondaggio condotto nelle prime due settimane del conflitto, l'8% degli interpellati sentivano che gli Stati Uniti avrebbero sostenuto il Libano, mentre l'87% sosteneva la lotta di Hezbollah contro Israele.
Dopo il bombardamento di Cana, Siniora ha snobbato il Segretario di Stato americano Condoleezza Rice cancellando un incontro con lei e ringraziando Hezbollah per i suoi "sacrifici per l'indipendenza e la sovranità del Libano". Il 7 agosto 2006 il piano a sette punti è stato esteso per includere l'impiego di 15000 soldati dell'esercito libanese per colmare il vuoto fra il ritiro delle truppe israeliane e il dispiegamento dell'UNIFIL. Durante il raid israeliano su Tiro, l'esercito libanese ha informato di alcuni lanci di missili terra-aria verso elicotteri israeliani, con fuoco di reazione e distruzione di un M113 trasporto truppe libanese.

## Cronologia degli eventi
- Il 12 luglio 2006, Hezbollah lancia un attacco sparando razzi su Zar'it, Shlomi ed altre aree nel territorio israeliano. I soldati Hezbollah entrano in Israele e attaccano due veicoli militari. Tre soldati israeliani vengono uccisi durante l'attacco, due sono feriti, catturati e portati in Libano.
- Il 13 luglio 2006 Israele inizia gli attacchi verso infrastrutture civili che ritiene possano essere usate per il rifornimento delle armi bombardando l'aeroporto internazionale di Beirut, forzandone la chiusura e il dirottamento dei voli in arrivo verso Cipro,[105] Quindi Israele attua un blocco strategico dello spazio aereo e navale del Libano, e bombarda la principale autostrada che collega Beirut a Damasco.[105] Hezbollah lancia dei razzi verso Haifa per la prima volta, colpendo una stazione di trasporto ed alcuni altri edifici.

- Il 14 luglio 2006, la IDF bombarda gli uffici di Nasrallah a Beirut.[106] Nasrallah si rivolge a Israele, dichiarando "Vuoi una guerra aperta, e noi ti daremo una guerra aperta. Siamo pronti per questo".[107] Hezbollah attacca la Hanit, una nave israeliana classe Sa'ar 5, aggredendo così il blocco navale, probabilmente con un missile anti-nave C-802 radar guidato. Quattro marinai israeliani perdono la vita e la nave da guerra, seriamente danneggiata, viene fatta rientrare in porto.
- Il 17 luglio 2006, Hezbollah colpisce un deposito di materiale per la riparazione delle strade nella città costiera di Haifa, uccidendo otto operai. Hezbollah ha dichiarato che l'obiettivo di questo attacco era un vasto impianto di stoccaggio per benzina adiacente al deposito. Ad Haifa si trovano numerose industrie strategiche come cantieri navali e raffinerie di petrolio.[108][109]
- Il 18 luglio 2006 Hezbollah colpisce un ospedale a Safed, nel nord della Galilea, ferendo otto persone.[110]
- Il 23 luglio 2006 le forze terrestri israeliane entrano in Libano nell'area Maroun al-Ras, che si trova prima di numerose altre aree ritenute da Israele come siti di lanci dei razzi di Hezbollah.[111]
- Il 25 luglio 2006 le IDF combattono con le forze di Hezbollah nella battaglia di Bint Jbeil.
- Il 26 luglio 2006 le forze israeliane attaccano e distruggono un posto di osservazione delle Nazioni Unite.[112] Descritto da Israele come un attacco non deliberato, il posto è stato fortificato per ore prima di essere bombardato. Le forze ONU hanno fatto ripetute chiamate[113] per allertare Israele dei danni agli osservatori, tutti e quattro uccisi. I soccorritori sono stati protetti nel tentativo di raggiungere il luogo. Secondo una e-mail spedita in precedenza da uno degli osservatori ONU uccisi nell'attacco, ci sono state numerose occasioni quel giorno in cui il posto d'osservazione è stato sotto il fuoco dell'artiglieria e dei bombardamenti israeliani. L'osservatore ONU ha redatto una relazione scritta in cui scrive che precedenti bombardamenti israeliani vicino al posto non erano stati indirizzati ad esso deliberatamente, ma per "necessità tattiche", un termine che nel gergo militare, secondo l'ex-maggiore-generale canadese Lewis MacKenzie che lo ha in seguito interpretato, indica che i colpi di Israele erano indirizzati a bersagli Hezbollah estremamente vicini al posto d'osservazione.
- Il 27 luglio 2006 Hezbollah tende un'imboscata alle forze israeliane a Bint Jbeil (Biblos) e uccide otto soldati.[114] Israele dichiara di aver inflitto pesanti perdite a Hezbollah.[115][116]
- Il 28 luglio 2006 paracadutisti israeliani uccidono 26 componenti del commando élite di Hezbollah a Bint Jbeil. In totale, le IDF hanno dichiarato che 80 guerriglieri sono stati uccisi nella battaglia di Bint Jbeil.[117][118]
- Il 30 luglio 2006 i bombardamenti aerei israeliani colpiscono una palazzina a Cana, uccidendo almeno 28 civili, 16 dei quali bambini, e facendo 13 dispersi.[119] Il bombardamento è stato largamente condannato.[120]
- Il 31 luglio 2006, battaglia di Ayta al-Sha'b tra le forze militari israeliane e le forze di Hezbollah.
- Il 1º agosto 2006 commando israeliani lanciano l'operazione Sharp and Smooth e atterrano a Baalbek, dove sequestrano cinque civili compreso un obiettivo che porta lo stesso nome del leader di Hezbollah, "Hassan Nasrallah". Tutti i civili sono stati rilasciati dopo il cessate il fuoco.[121] Truppe atterrano nei pressi dell'ospedale di Dar al-Himkeh, ad ovest di Baalbeck, nell'ambito di un'operazione su vasta scala nell'area.
- Il 3 agosto 2006 Nasrallah ammonisce Israele per gli attacchi a Beirut e promette vendetta contro Tel Aviv nel caso Israele prosegua.[122] Dichiara inoltre che Hezbollah fermerà la sua campagna di lancio di razzi se Israele cesserà il bombardamento di villaggi e città libanesi con aerei e artiglieria.[123]
- Il 4 agosto 2006 la IAF attacca un edificio nell'area di al-Qaa, a circa dieci chilometri da Hermel nella Valle della Beqāʿ, Libano. 33 contadini, per la maggior parte siriani e curdi libanesi, vengono uccisi durante il bombardamento.[124] Successivamente nello stesso giorno, Hezbollah lancia razzi nella regione di Hadera.[125][126]
- Il 5 agosto 2006 commando israeliani effettuano nottetempo un raid su Tiro.
- Il 7 agosto 2006 la IAF attacca i sobborghi di Shiyyah nella capitale libanese Beirut, distruggendo tre edifici residenziali e uccidendo almeno 50 persone.[127]
- Il 9 agosto 2006 nove soldati israeliani vengono uccisi quando l'edificio in cui erano nascosti crolla per un attacco di Hezbollah con un missile anticarro.
- L'11 agosto 2006 la IAF attacca un convoglio formato da circa 750 veicoli tra cui polizia libanese, esercito, civili e un giornalista della Associated Press, uccidendo almeno sette persone e ferendone almeno 36.
- Il 12 agosto 2006 24 soldati israeliani vengono uccisi; è la peggiore perdita israeliana in un singolo giorno. Di questi, cinque sono morti nell'abbattimento di un elicottero israeliano (il primo per Hezbollah).[128][129] La milizia libanese ha dichiarato che l'elicottero è stato attaccato con un missile Wa'ad.[130] Le IDF si assicurano il controllo del sud del libano. Durante il fine settimana le forze israeliane nel sud del Libano sono state triplicate.[131][132]
- Il 14 agosto 2006 la Heyl Ha'Avir dichiara di aver ucciso il capo delle forze speciali di Hezbollah, identificandolo come Sajed Dewayer, ma Hezbollah smentisce tale dichiarazione.[133] 80 minuti prima della cessazione delle ostilità, le IDF colpiscono una fazione palestinese nel campo profughi di Ayn al-Hilwa di Sidone, uccidendo un membro dell'UNRWA. Due rifugiati erano stati uccisi in un attacco allo stesso campo sei giorni prima dell'incidente.[134]

## Accuse di crimini di guerra
Secondo il diritto internazionale umanitario, le parti in guerra sono obbligate a distinguere tra combattenti e civili, assicurandosi che gli attacchi su legittimi obiettivi militari siano proporzionali e garantendo che il vantaggio militare di questi attacchi non abbia più peso dei possibili danni ai civili. La violazione di queste leggi è considerata crimine di guerra. Vari gruppi ed individui sono stati accusati sia da Israele che da Hezbollah di aver violato queste leggi durante il conflitto, e avvisati dei possibili crimini di guerra. Queste dichiarazioni si riferiscono ad attacchi intenzionali contro popolazioni o infrastrutture civili, sproporzionati o indiscriminati, uso di scudi umani e di armi proibite. Nessuna accusa formale è stata formulata contro nessuna delle parti in guerra.
Amnesty International ha contattato sia Hezbollah che Israele nel tentativo di far cessare gli attacchi ai civili durante il conflitto, ed ha criticato gli attacchi contro villaggi ed infrastrutture civili da parte di Israele. Inoltre, ha denunciato l'uso da parte delle IDF di bombe al fosforo bianco. Human Rights Watch ha condannato entrambe le parti in causa per non aver distinto tra civili e combattenti, violando il principio di distinzione, ed accusando entrambe di aver commesso crimini di guerra. Ha altresì criticato l'uso da parte di Hezbollah di razzi Katyusha non guidati, e l'uso da parte di Israele di inaffidabili bombe a grappolo anche in zone vicine ad aree civili, asserendo che fossero state deliberatamente impiegate contro i civili. Jan Egeland, a capo dei servizi umanitari delle Nazioni Unite, ha dichiarato che la reazione di Israele ha violato il diritto internazionale umanitario e ha criticato i miliziani Hezbollah per essersi "codardamente mescolati [...] tra donne e bambini".
Israele si è difeso dichiarando di aver cercato di evitare di colpire i civili distribuendo volantini con cui invitava gli stessi ad evacuare, mentre Hezbollah avrebbe sparato da aree civili, rendendole così bersagli legittimi, e avrebbe adoperato i civili come scudi umani. Tuttavia, sia Amnesty International che Human Rights Watch non sono riusciti a rilevare casi in cui Hezbollah ha usato civili come scudi umani. Israele ha anche sostenuto che le infrastrutture civili sono state usate da Hezbollah per scopi tattici,, mentre Amnesty International ha accertato la distruzione di interi quartieri civili e villaggi da parte delle forze israeliane, attacchi a ponti senza valore strategico e ad infrastrutture indispensabili alla sopravvivenza della popolazione, e ha chiesto se il "vantaggio militare ottenuto dalla distruzione" di infrastrutture civili sia stato "commisurato ai probabili effetti sui civili". Amnesty ha inoltre dichiarato che le operazioni militari israeliane sono state condotte nell'ottica di una "politica di punizione sia del governo libanese che della popolazione civile".

## Vittime

### Hezbollah
Il numero di vittime di Hezbollah è difficile da accertare, con dichiarazioni e stime da parte di diversi gruppi e cifre che vanno da 250 a 1000 morti. La leadership di Hezbollah ha dichiarato che 250 dei propri guerriglieri sono stati uccisi durante il conflitto, mentre Israele ha stimato che le sue forze abbiano ucciso 600 guerriglieri Hezbollah. Inoltre, Israele ha dichiarato di avere i nomi di 532 guerriglieri Hezbollah morti. Una stima ufficiale delle Nazioni Unite rende noto che sono stati uccisi 500 combattenti Hezbollah, mentre per le stime ufficiali del governo libanese i guerriglieri uccisi sono stati più di 500. Una relazione della Stratfor cita "fonti in Libano" per stimare che i morti Hezbollah siano "più di 700 [...] con molti di più che stanno per lasciarci", mentre lo studioso di storia militare John Keegan stima che la cifra potrebbe essere superiore a 1000.

### Civili libanesi

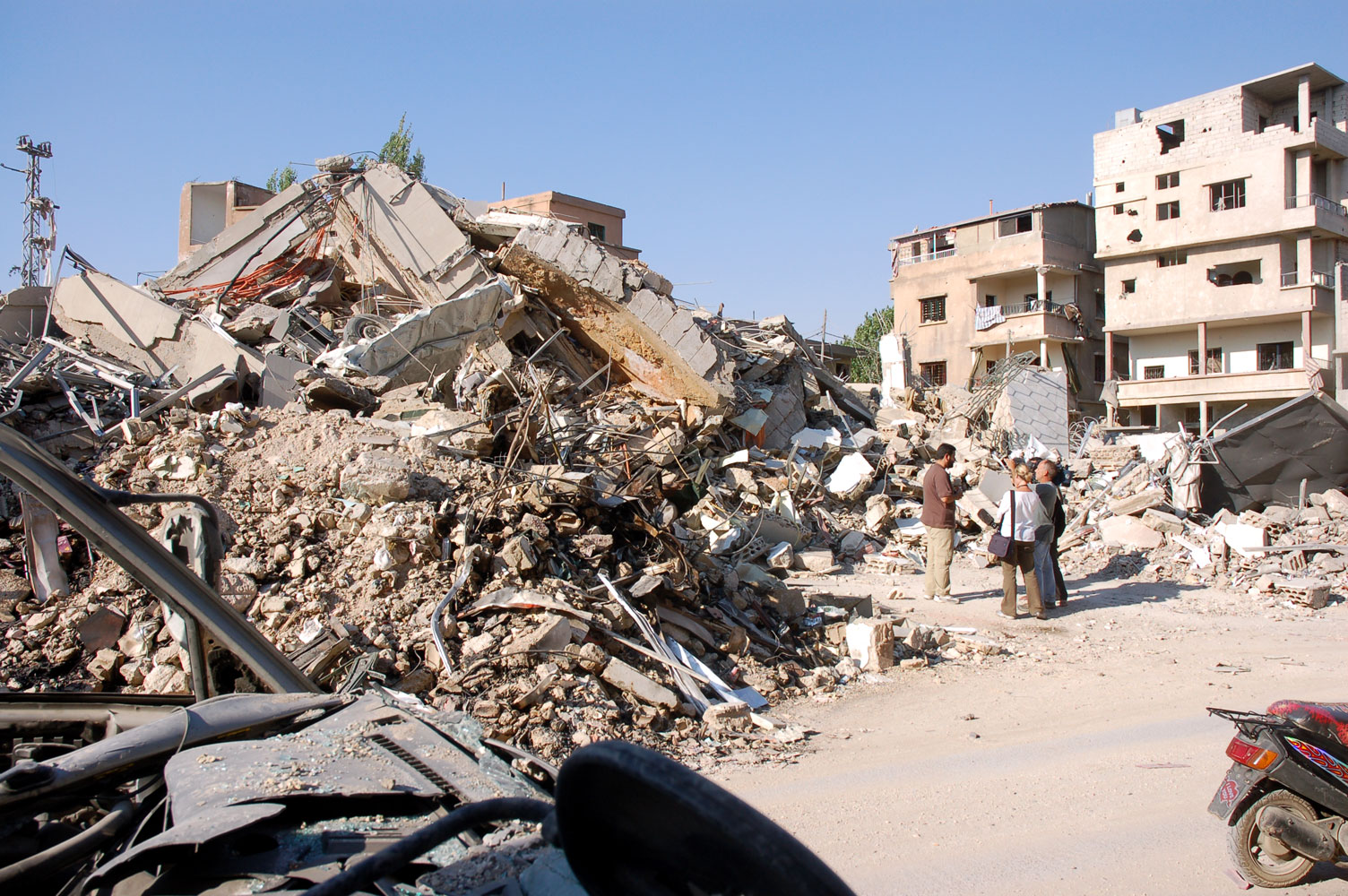
Bombardamento israeliano a Baalbek, 31 luglio 2006

Il numero di vittime civli libanesi è difficile da definire con esattezza, poiché la maggior parte delle cifre pubblicate non distingue tra civili e miliziani, comprese quelle rilasciate dal governo libanese. Inoltre, i guerriglieri Hezbollah possono essere difficili da identificare, poiché molti di essi non inossavano uniformi militari. Ad ogni modo, è stato largamente riportato che la maggior parte dei morti libanesi erano civili, e l'UNICEF ha stimato che il 30% di questi erano bambini sotto i 13 anni. La polizia libanese e il Ministro della salute libanese, citando ospedali, certificati di morte, autorità locali e testimoni oculari, fissa il numero di morti a 1123 – 37 soldati e agenti di polizia, 894 vittime identificate e 192 non identificate.
Il Lebanon Higher Relief Council (HRC) ha stabilito il numero di vittime libanesi a 1191, citando il ministero della salute e la polizia, ed altre agenzie governative. Il Human Rights Watch, basandosi su investigazioni proprie, ha stimato il numero di vittime in 1119, ivi compresi civili, militari e miliziani, mentre l'Associated Press stima che la cifra sarebbe di 1035, Nel febbraio 2007, il Los Angeles Times ha riportato che almeno 800 libanesi sono morti durante i combattimenti, ed altri articoli hanno stimato che la cifra sia di almeno 850. L'enciclopedia Encarta, nella sua voce su Israele, afferma che "le stime [...] variano da circa 850 a 1200", mentre dà una cifra di "oltre 1200 nella sua voce sul Libano.
Il Lebanon Higher Relief Council ha stimato che il numero di libanesi feriti sia stato di 4409, il 15% dei quali con disabilità permanenti. Il numero dei morti stimato non comprende i libanesi uccisi dopo la fine della guerra da mine terrestri o bombe a grappolo israeliane inesplose. Finora, questi ordigni hanno ucciso 29 persone e causato 215 feriti – 90 dei quali bambini.

### Forze di Difesa Israeliane
Le stime delle truppe uccise delle Forze di Difesa Israeliane variano poiché è difficile quantificare l'effettivo numero delle perdite a causa della scarsa affidabilità delle notizie diffuse. Il ministro degli Affari Esteri israeliano ha fornito due cifre differenti: 117 e 119, dove la seconda tiene conto di due caduti delle forze armate israeliane avvenute dopo l'entrata in vigore del cessate il fuoco. Altre fonti invece affermano che i soldati israeliani morti nel conflitto siano stati 160. È stato stimato che 450 soldati israeliani sono stati feriti in Libano.

### Civili israeliani
I razzi Hezbollah hanno ucciso 43 civili israeliani durante il conflitto, compresi quattro decessi a causa di attacchi cardiaci durante i lanci di razzi. Inoltre, 4262 civili sono rimasti feriti – 33 in modo grave, 68 moderatamente, 1388 lievemente e 2773 sono stati curati per shock e ansia. Secondo l'Human Rights Watch, "queste bombe hanno ucciso "solo" 43 civili, ma questo dice molto circa la disponibilità di sistemi di allerta e rifugi anti-bombardamenti nel nord di Israele e l'evacuazione di più di 350000 persone in seguito alle dichiarazioni di Hezbollah".

## Danno ambientale

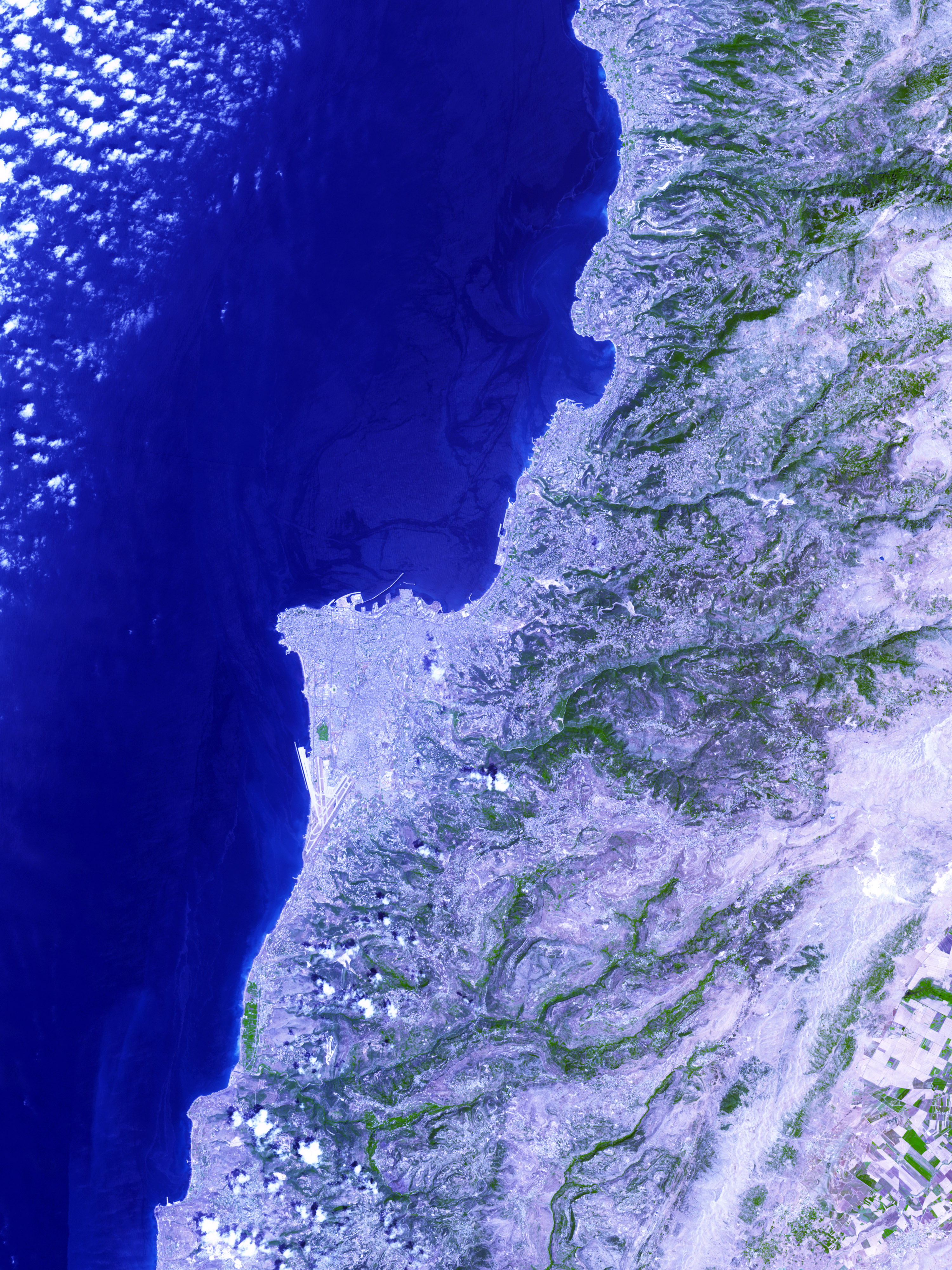
Immagine dallo spazio, 10 agosto 2006, la chiazza di petrolio di Jiyyeh in blu scuro. La fotografia è centrata su Beirut.

Il 13 luglio 2006, e ancora il 15 luglio 2006, la Heyl Ha'Avir ha bombardato la centrale termoelettrica di Jiyeh, 30 km a sud di Beirut, provocando lo sversamento in mare di una enorme quantità di petrolio, il più grave mai avvenuto nel Mar Mediterraneo. I serbatoi di stoccaggio dell'impianto danneggiati hanno riversato tra le 10000 e le 15000 tonnellate di greggio nel Mediterraneo orientale. Una chiazza di petrolio larga 10 km ha coperto 170 km di costa, minacciando le coste di Turchia e Cipro. La chiazza ha ucciso molti pesci, tra cui dei Thunnus thynnus, una specie già vicina all'estinzione nel Mediterraneo, ed ha minacciato l'habitat della tartaruga verde marina, in pericolo di estinzione.
Potenzialmente ha anche incrementato il rischio di cancro nell'uomo. Altre 25000 tonnellate di petrolio sono andate bruciate nella centrale termoelettrica, creando una "nube tossica" da cui poi è piovuto petrolio. Il governo libanese ha stimato che il tempo necessario per un recupero ambientale completo sarà di 10 anni. Le Nazioni Unite hanno stimato il costo per il risanamento iniziale in 64 milioni di dollari. Gli attacchi con razzi di Hezbollah hanno causato numerosi incendi nelle foreste del nord di Israele, in particolare sulla catena montuosa Naftali vicino a Kiryat Shmona. Sono stati devastati dai razzi di Hezbollah circa 16500 acri di terra (67 km2), compresi foreste e pascoli. Il Fondo Nazionale Ebraico ha stimato che saranno necessari dai 50 ai 60 anni per rimboschire le foreste.

## Azioni e reazioni internazionali

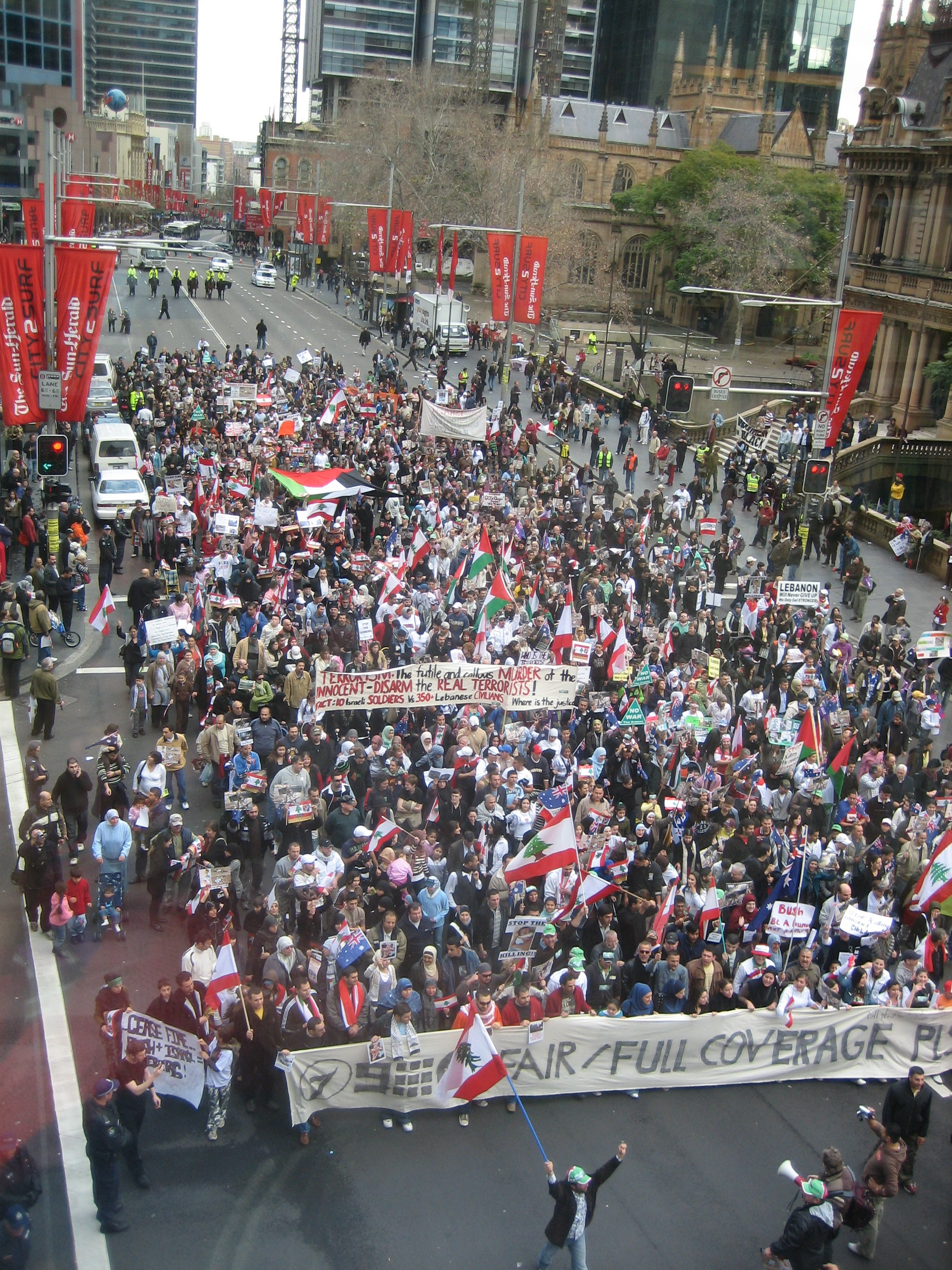
Protesta libanese a Sydney

Il conflitto ha suscitato preoccupazione in tutto il mondo a causa dei danneggiamenti alle infrastrutture e per il rischio di una escalation della crisi, e ha parimenti provocato una serie di dichiarazioni di sostegno e di critiche sia nei confronti di Hezbollah, sia di Israele. I governi di Stati Uniti, Regno Unito, Germania, Australia, e Canada, hanno affermato il diritto di Israele all'autodifesa. Il governo degli Stati Uniti ha risposto ulteriormente, autorizzando la richiesta israeliana di inviare una spedizione di missili guidati, ma la decisione non è stata annunciata pubblicamente. Il presidente degli Stati Uniti George W. Bush ha dichiarato che il conflitto faceva parte della guerra al terrorismo.
Tra le vicine nazioni del Vicino Oriente, Iran, Siria e Yemen hanno fortemente appoggiato Hezbollah, mentre la Lega araba, l'Egitto e la Giordania hanno espresso dichiarazioni di condanna per la reazione di Israele e hanno criticato l'azione di Hezbollah. L'Arabia Saudita ha individuato Hezbollah come unico responsabile. Molte proteste a livello mondiale e dimostrazioni di piazza hanno chiesto un immediato cessate il fuoco da ambo le parti ed hanno espresso preoccupazione per le pesanti perdite civili. Altre dimostrazioni sono state tenute esclusivamente in favore del Libano o di Israele. Con gli stessi contenuti sono state fatte numerose campagne pubblicitarie sui giornali, sono stati inviati SMS e e-mail e sono state presentate petizioni online. Anche Papa Benedetto XVI ha chiesto più volte il cessate il fuoco.
Vari governi stranieri hanno assistito l'evacuazione dei loro cittadini dal Libano. e l'Italia ha inviato C-130 che hanno garantito il rimpatrio di cittadini che si trovavano in Libano al momento dell'avvio dell'azione bellica israeliana. Per far fronte all'inquinamento del mare e delle coste provocato dal bombardamento della centrale termoelettrica di Jiyeh, il Ministro dell'Ambiente libanese ha richiesto l'intervento degli Stati del Mediterraneo aderenti alla Convenzione di Barcellona, molti dei quali hanno fornito dotazioni e finanziamenti per la bonifica, avvenuta negli ultimi mesi del 2006.
L'Italia ha partecipato con un aereo ed un pattugliatore della Guardia Costiera, con un mezzo disinquinante del Ministero dell'Ambiente e della Tutela del Territorio e del Mare e la consulenza scientifica di APAT, ICRAM e diverse ARPA. Il 20 luglio 2006, il Congresso degli Stati Uniti ha votato all'unanimità il "diritto all'autodifesa" di Israele.

## Cessate il fuoco

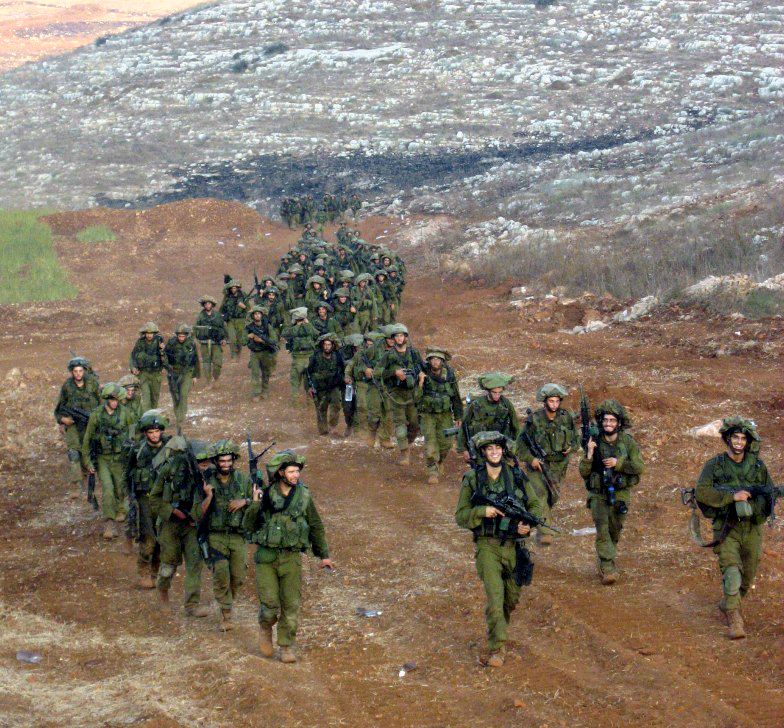
Truppe israeliane lasciano il Libano nell'agosto 2006

I termini per un cessate il fuoco sono stati rivisti numerose volte durante il corso del conflitto, poiché sono occorse diverse settimane prima che si giungesse a un accordo definitivo tra le due parti. Hezbollah ha mantenuto il desiderio di un cessate il fuoco incondizionato, mentre Israele ha insistito per un cessate il fuoco condizionato. Tra le condizioni, il ritorno dei due soldati presi in ostaggio da Hezbollah. Il Libano si è frequentemente appellato al Consiglio di Sicurezza delle Nazioni Unite affinché si giungesse a un immediato e incondizionato cessate il fuoco tra Israele ed Hezbollah. A differenza delle richieste libanesi a sostegno del cessate il fuoco, gli Stati Uniti e il Regno Unito, sperando che Hezbollah fosse sgominato, hanno ostacolato il processo per il cessate il fuoco. John Bolton ha confermato che USA e Regno Unito, con il sostegno di numerosi leader arabi, hanno ritardato il processo del cessate il fuoco.
Gli ostacoli per il raggiungimento della fine delle ostilità sono cessati solo quando è divenuto evidente che Hezbollah non poteva essere facilmente sconfitto.

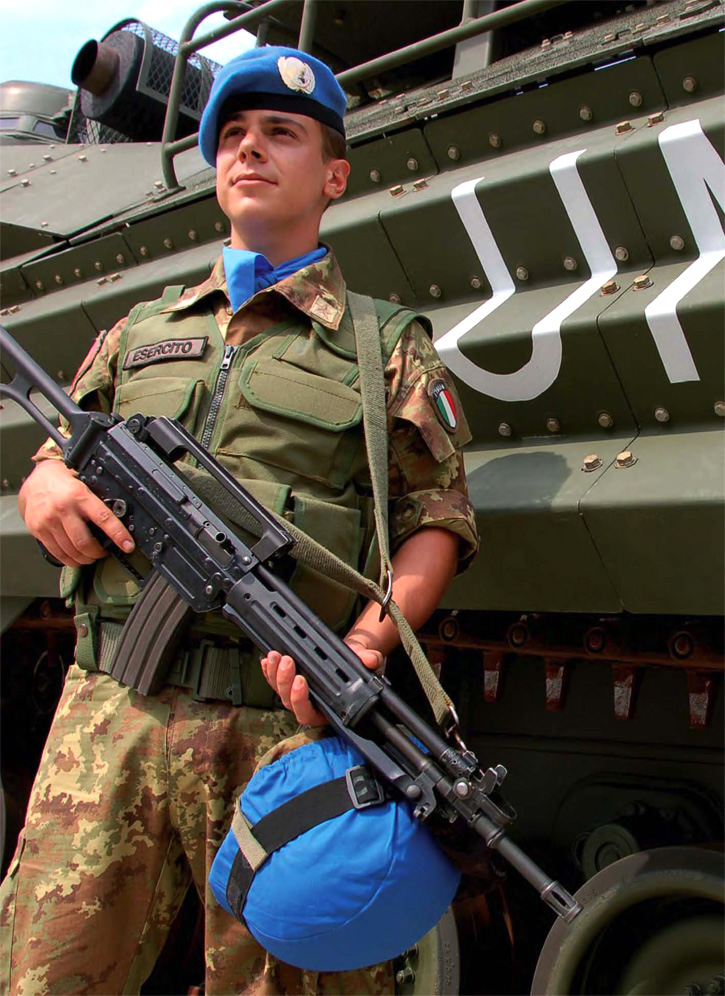
militare italiano della forza ONU in Libano nel 2007

L'11 agosto 2006, il Consiglio di sicurezza delle Nazioni Unite ha approvato all'unanimità la risoluzione 1701 perché cessassero le ostilità. Essa fu accettata dal governo libanese e da Hezbollah il 12 agosto 2006, e dal governo israeliano il 13 agosto 2006. Il cessate il fuoco è entrato in vigore alle 8:00 (5:00 GMT) del 14 agosto 2006. Prima del cessate il fuoco, i due membri del governo appartenenti a Hezbollah hanno dichiarato che la loro milizia non avrebbe disarmato le aree a sud del fiume Litani, in accordo con un altro alto esponente del governo libanese, mentre un alto ufficiale Hezbollah ha parimenti negato qualsiasi intenzione di disarmare nel sud del Libano.
Israele ha dichiarato di avere intenzione di bloccare il ritiro dal sud del Libano se le truppe libanesi non fossero state ritirate da quell'area entro pochi giorni.
A seguito della risoluzione ONU è stata inviata nel sud del Libano una nuova forza di interposizione dal settembre 2006 cui prende parte anche l'Italia con il contingente dell'operazione Leonte.

## Riflessioni e inchieste sul conflitto
Il presidente USA George W. Bush ha dichiarato che Hezbollah aveva perso la guerra e che si stava "instaurando un nuovo potere nel sud del Libano"
In seguito al cessate il fuoco ottenuto con l'intermediazione delle Nazioni Unite vi sono state diverse prese di posizione riguardo a chi fosse uscito meglio dal conflitto. Iran e Siria hanno proclamato la vittoria di Hezbollah, mentre le amministrazioni di Israele e Stati Uniti ne hanno dichiarato la sconfitta. Inizialmente, in un sondaggio effettuato da un'emittente radiofonica israeliana, gli israeliani si sono divisi sull'argomento, ma la maggioranza ha ritenuto che non vi fosse alcun vincitore. Al 25 agosto 2006, il 63% degli israeliani intervistati voleva le dimissioni di Olmert per via della sua gestione della guerra. Lo storico militare britannico John Keegan ha concluso che l'esito del conflitto è stato "erroneamente riportato come una sconfitta di Israele" da pregiudizi anti-israeliani nei media internazionali. Israele ha subito perdite percentuali inferiori rispetto alla propria vittoria nella Guerra dei Sei giorni.
The Economist ha concluso che, sopravvivendo a questo asimmetrico scontro militare, Hezbollah è effettivamente emerso dal conflitto rafforzato da una vittoria politica e militare. Ha osservato che Hezbollah è stato in grado di sostenere le proprie difese sul suolo libanese ed infliggere attacchi con razzi su obiettivi israeliani, a fronte di campagne punitive aeree e terrestri delle IDF. Inoltre, gli scopi dichiarati da Israele all'inizio del conflitto, ovvero il recupero dei due soldati catturati e la distruzione della capacità militare di Hezbollah, non sono stati raggiunti. Hezbollah ha poi condotto uno sforzo per la ricostruzione del sud di Beirut e del Libano sfruttando un "illimitato" supporto da parte dell'Iran.
Khairi Abaza ha scritto nella versione libanese (in inglese) del Daily Star: «la stessa manipolazione strategica dell'opinione pubblica può leggersi nella "vittoria" di Hezbollah contro Israele nell'estate del 2006. Ma cos'era questa vittoria? Una vittoria che ha lasciato sul campo 1200 Libanesi, che ha portato miliardi di dollari di danni oltre a pesanti perdite nel settore turistico, e al dispiegamento di truppe delle Nazioni Unite nel sud del Libano? Con un simile bilancio, come può Hezbollah, coi suoi sostenitori arabi, ingannare il pubblico arabo proclamandosi vittorioso [...] ? Sì, il segretario generale del partito, Sayyed Hasan Nasrallah, è stato lasciato al suo posto... ma ciò è sufficiente quando la sua nazione e le sue genti sono state sottoposte a violenze?». Il 27 agosto, Hasan Nasrallah si è scusato con il popolo libanese per l'incidente che ha dato avvio alla guerra, dicendo: «Se avessimo saputo che la cattura dei soldati avrebbe portato a questo, certamente non l'avremmo operata»; dichiarazione rilasciata alla vigilia della visita del Segretario generale delle Nazioni Unite Kofi Annan in Libano, Il 22 settembre, migliaia di sostenitori di Hezbollah si sono raccolti a Beirut per manifestare celebrando la vittoria. Nasrallah ha dichiarato che Hezbollah festeggiava una "vittoria divina e strategica".
Il Primo Ministro israeliano Olmert ha ammesso alla Knesset che ci sono stati degli errori nella guerra in Libano, sebbene abbia ritenuto la risoluzione 1701 del Consiglio di Sicurezza dell'ONU un risultato utile per Israele, che avrebbe potuto portare alla restituzione dei soldati catturati, e ha dichiarato che le operazioni hanno alterato il bilanciamento strategico di Hezbollah nella regione. Il Capo di Stato Maggiore Dan Halutz ha ammesso di aver fallito nel conflitto. Il 15 agosto, il governo israeliano ed altri membri della Knesset hanno chiesto le dimissioni di Halutz in seguito ad uno scandalo legato al mercato azionario, nel quale Halutz ha ammesso di aver venduto cospicui pacchetti azionari poche ore prima dell'offensiva israeliana. Halutz ha successivamente rassegnato le dimissioni il 17 gennaio 2007 a seguito di critiche circa la sua condotta durante la guerra.
Il 21 agosto, un gruppo di soldati israeliani della riserva smobilitati e i genitori dei caduti hanno dato vita ad un movimento di protesta, chiedendo le dimissioni di Ehud Olmert e l'insediamento di una commissione d'inchiesta di Stato che indagasse sull'intera vicenda. Hanno creato un presidio con accampamento di fronte alla Knesset, che è cresciuto fino ad ospitare il 25 agosto oltre 2000 sostenitori, compreso l'influente Movimento per la qualità del governo. Il 28 agosto, Olmert ha annunciato che non ci sarebbe stata alcuna commissione indipendente di stato o di governo, ma solo due indagini interne che avrebbero indagato su questioni politiche e militari (in particolare sulle azioni delle IDF), più una terza che avrebbe indagato sull'Home Front – annunciata in seguito –. Queste avrebbero avuto un mandato più limitato e minore autorità, rispetto a una commissione d'inchiesta presieduta da un magistrato a riposo. Le commissioni politica e militare sono state presiedute rispettivamente dall'ex direttore del Mossad Nahum Admoni e dall'ex Capo di Stato Maggiore Amnon Lipkin-Shahak. Gli oppositori hanno lamentato che queste commissioni siano state solo un modo per sviare l'attenzione del pubblico mediante indagini superficiali, a causa del limitato potere investigativo, delle auto-designazioni e del fatto che nessuna di esse sarebbe stata presieduta da un ex giudice.
In seguito a tali pressioni, l'11 ottobre, Admoni è stato sostituito come presidente dell'inchiesta politica dal magistrato fuori servizio Eliyahu Winograd, e l'inchiesta stessa è stata elevata al rango di commissione governativa con un mandato paragonabile a quello di una commissione di Stato: la Commissione Winograd. Il 12 settembre, l'ex ministro della difesa Moshe Arens ha parlato di "sconfitta di Israele"; affermando che Israele aveva perso contro "un ristrettissimo manipolo di uomini, 5000 guerriglieri Hezbollah, che non avrebbero dovuto rappresentare una sfida per le IDF", e dichiarando che il conflitto aveva rischiato di arrecare "conseguenze fatali per il futuro". Reso pubblico il suo intento di dimettersi di lì a poco, Ilan Harari, l'ufficiale responsabile dell'addestramento delle IDF, ha dichiarato in una conferenza di alti ufficiali delle IDF che Israele aveva perso la guerra, divenendo il primo alto ufficiale in servizio a rendere nota una simile opinione. Il maggiore generale delle IDF Yiftah Ron Tal, il 4 ottobre 2006 è stato il secondo alto ufficiale ad esprimere la sua opinione che le IDF avevano fallito l'obiettivo di sconfiggere Hezbollah, chiedendo contestualmente le dimissioni di Dan Halutz. Ron-Tal è stato successivamente congedato per aver sottoposto quest'ultimo ad altre critiche.
Hezbollah ha prontamente approfittato delle risultanze del rapporto Winograd per riaffermare la propria dichiarata vittoria sulla schiacciante superiorità militare di Israele, e per criticare il governo libanese circa la gestione del conflitto. Nel marzo 2007, a seguito delle pressioni da parte dei familiari dei caduti, in Israele il comitato ministeriale per i simboli e le cerimonie ha stabilito che il conflitto era da definirsi come guerra. Due giorni dopo, ha deciso di chiamarla "seconda guerra del Libano", decisione approvata poi dal governo israeliano. In Siria, la guerra ha portato ad una politica più belligerante nei confronti di Israele. Alla fine del 2006 il presidente Bashar al-Asad ha minacciato di colpire Israele se non si fosse ritirato dal Golan, dichiarando: "le vostre bombe atomiche non ti proteggeranno".

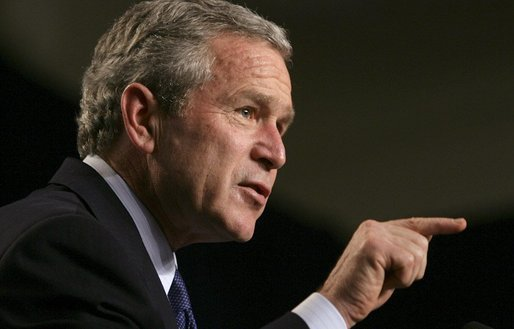
George W. Bush

Il Presidente degli Stati Uniti George W. Bush ha messo in dubbio le dichiarazioni di vittoria di Hezbollah "quando allo stesso tempo [loro] erano [...] al sicuro entro il sud del Libano, ed ora stanno per essere rimpiazzati da un esercito libanese e da una forza internazionale". All'UNIFIL è stato conferito un mandato ulteriore, che comprende la possibilità di usare la forza per assicurare che la propria zona d'intervento non venga utilizzata per attività ostili, e per prevenire impedimenti all'espletamento delle proprie funzioni. Tuttavia, nell'aprile del 2007, l'amministrazione Bush ha rivisto la posizione di Israele rispetto al conflitto; descrivendo la Guerra d'estate come una "sconfitta strategica" ove non sono stati raggiunti gli obiettivi militari, tirandosi peraltro addosso una diffusa condanna e facendo venir meno il "mito dell'invincibilità dell'esercito israeliano".
I combattimenti hanno causato un enorme dissesto finanziario per il Libano, con una stima che oscilla fra 7 e 15 miliardi di dollari in costi diretti, mentre i costi per Israele sono stimati fra 1,6 e 3 miliardi di dollari. Per questo un commentatore del quotidiano arabo al-Sharq al-Awsat (Medio Oriente) ha messo in dubbio le dichiarazioni di vittoria di Hezbollah.
Secondo un analista dell'Associated Press, la principale vittima è stata la fragile unità tra i gruppi politici del Libano, anche se un pezzo sull'Asia Times ha puntato sul supporto ad Hezbollah del Movimento Patriottico Libero comandato da Michel Aoun, con la fornitura di case per gli spostamenti degli sciiti come evidente segno di rafforzamento delle relazioni.
Dopo la guerra è aumentato il desiderio di emigrazione dei libanesi: oltre un quinto degli sciiti, un quarto dei sunniti e quasi la metà dei maroniti hanno espresso il desiderio di lasciare il Libano. Circa un terzo dei maroniti ha richiesto un visto alle ambasciate estere, ed altri 60000 cristiani hanno lasciato il paese, fino ad aprile del 2007. I cristiani libanesi si sono preoccupati che la loro influenza fosse in declino, allarmati dal tangibile incremento del fondamentalismo islamico, e temendo la potenziale rivalità con sunniti e sciiti.